# ZALA 421-08

Наземная станция ZALA

ZALA 421-08M — сверхмалый беспилотный летательный аппарат марки ZALA.
Предназначен для наблюдения, целеуказания, корректировки огня, оценки ущерба. Эффективен в проведении аэрофото- и видеосъемки на небольшом удалении.

## История
Zala 421-08 впервые демонстрировался на выставке ВВЦ X Международного форума средств обеспечения безопасности государства «INTERPOLITEX-2006» («Интерполитех-2006»). В 2008 году Zala 421-08 проходил испытания на судне ледового класса в условиях полярного дня.
В ходе совместных крупномасштабных военных российско-белорусских учений «Щит Союза — 2011» применялось два аппарата. К концу 2013 года было изготовлено 400 беспилотников.
29 июня 2014 года в ходе конфликта на востоке Украины украинские пограничники сбили ZALA 421-08М над лагерем вооружённых сил Украины.

## Конструкция
Беспилотный летательный аппарат разработан по аэродинамической схеме «летающее крыло» и состоит из планера с системой автоматического управления автопилотом, органов управления и силовой установки, бортовой системы питания, системы посадки на парашюте и съемных блоков целевой нагрузки. Для того, чтобы самолет не терялся в позднее время суток, на корпусе установлены миниатюрные светодиодные светильники, требующие малого потребления энергии. Запускается ZALA 421-08 с рук. Метод посадки — автоматически с парашютом.

## Тактико-технические характеристики
- Радиус действия видео/радиоканала 15 км / 25 км
- Продолжительность полета 80 мин
- Размах крыла БЛА 810 мм
- Максимальная высота полета 3600 м
- Запуск За корпус БЛА
- Взлет Эластичная катапульта
- Посадка Парашют /в сеть
- Тип двигателя Электрический тянущий
- Скорость 65-120 км/ч
- Максимальная взлетная масса 2,5 кг
- Масса целевой нагрузки 300 г
- Навигация ИНС с коррекцией GPS/ГЛОНАСС, радиодальномер
- Диапазон рабочих температур -30 °C...+40 °C